# Du hast mich tausendmal belogen
Du hast mich tausendmal belogen ist ein Schlager von Andrea Berg. Er wurde im März 2001 als Single aus dem Album Wo liegt das Paradies veröffentlicht. Das Lied entwickelte sich zu einem ihrer bekanntesten und wurde oft gecovert.

## Entstehung und Veröffentlichung
Der Song wurde von Bergs Produzent Eugen Römer gemeinsam mit Irma Holder und Berg geschrieben und von Römer produziert. Obwohl die Protagonistin im Songtext von der geliebten Person, mit der sie „so oft“ „gelacht“ hat, „tausendmal betrogen“ und „tausendmal verletzt“ wurde, würde sie es „wieder tun, mit dir, heute Nacht“. Die Refrainzeilen entstanden während einer Autofahrt. Berg und Römer hatten sich mit den ursprünglichen Zeilen der Texterin nicht anfreunden können, und Berg selbst sei der Refraintext eingefallen.
Im März 2001 erschien die Single sowohl bei Jupiter Records/BMG als Promo-Single sowie als offizielle Single bei Juke Records. Die Promo-Single beinhaltet das Stück Wenn der Himmel brennt, die offizielle Single einen Partymix als B-Seite. Das Lied erschien außer auf dem Album auf Dutzenden Kompilationsalben. Auf späteren Alben erschienen auch diverse Live- und Akustikversionen.

## Rezeption
Der Song erreichte eine Chartplatzierung in Deutschland mit Platz 96 erst in der Woche des 25. Januar 2013. Das offizielle Video wurde bei YouTube über 55 Millionen Mal abgerufen (Stand: November 2024). Obwohl sie „jahrelang als meistverkaufte Schlager-Single in Deutschland“ galt, erhielt sie bislang keine Gold- oder Platinauszeichnung.
| ChartsChartplatzierungen | Höchstplatzierung | Wochen |
| ------------------------ | ----------------- | ------ |
| Deutschland (GfK)        | 96 (1 Wo.)        | 1      |

## Coverversionen (Auswahl)
Der Song wurde oft gecovert, so von Laura Lynn unter dem Titel Je hebt me 1000 maal belogen. Diese Version erreichte Platz 24 in den Niederlanden und Platz zwei in Belgien (Flandern). Weitere Coverversionen stammen unter anderem von:
- Giovanni Zarrella (Tu mi hai mentito mille volte)
- Captain Cook und seine singenden Saxophone (Du hast mich 1000 Mal belogen)
- BZN (Duizend keer)
- Andreas Tal (Ich hab mich tausend mal gewogen) (Parodie)
- Reiner Calmund (Ich hab mich tausend mal gewogen) (Parodie)
- Patty Ryan (Du hast mich 1000 Mal belogen)
- Los Paraguayos (Kaakupe)
- Hanny-D (Tu m’as menti milliers de fois)
- Eddy Mars (Jij hebt me duizend maal belogen)
- Tina Rosita (1000 keer belogen)